# Buddy Miles
Pour les articles homonymes, voir Miles.
George Miles dit Buddy Miles, né le 5 septembre 1947 à Omaha (Nebraska) et décédé le 26 février 2008 à Austin (Texas) est un musicien et chanteur américain. Principalement connu pour sa participation au Band of Gypsys de Jimi Hendrix comme batteur et chanteur, la carrière de Buddy Miles est loin de se limiter à cette seule expérience.

## Biographie
Buddy Miles commence la batterie à l'âge de neuf ans. Il joue professionnellement avec son père dès l'âge de 12 ans. Par la suite, il tourne avec Ruby & the Romantics, the Ink Spots et the Delfonics. Il fait la rencontre de Jimi Hendrix à cette époque au Canada.
En 1966, alors qu'il fait partie du groupe de scène de Wilson Pickett, il est repéré par Mike Bloomfield, qui vient de quitter le Paul Butterfield Blues Band et l'engage comme batteur pour son nouveau groupe, The Electric Flag. Le groupe se produit au festival de Monterey, où Buddy Miles retrouve Jimi Hendrix, dont la performance est le point d'orgue du festival. Après la publication d'une bande originale de film (The Trip), l'Electric Flag publie un deuxième album, A Long Time Comin', qui ne connaît qu'un succès commercial limité. Après le départ de Mike Bloomfield et une brève tentative de continuer le groupe sans lui, Buddy Miles monte sa propre formation : le Buddy Miles Express, un groupe qui se situe dans le prolongement musical de l'Electric Flag.
En 1968, Buddy Miles enregistre avec Jimi Hendrix : Rainy Day, Dream Away et Still Raining, Still Dreaming figurent sur le dernier album de The Jimi Hendrix Experience, Electric Ladyland. Il retrouve Hendrix le 22 juin 1969 à Newport pour une jam restée inédite. Le guitariste, qui a produit certains titres du Buddy Miles Express, crée à l'automne 1969 le Band of Gypsys avec Buddy Miles. Le groupe donne 4 concerts les 31 décembre 1969 et 1er janvier 1970. Le matériel enregistré le 1er donne la matière de l'album Band of Gypsys, conçu par Hendrix pour se libérer d'obligations contractuelles. Le 28 janvier 1970, le Band of Gypsys se produit au Madison Square Garden. Buddy Miles accuse Mike Jeffery, le manager de Hendrix, hostile au Band of Gypsys, d'avoir donné à Hendrix une dose de LSD le rendant incapable de jouer. Véridique ou non, ce fiasco marque la fin de sa collaboration avec Hendrix.
John McLaughlin, qu'il a rencontré lors d'une jam avec Hendrix enregistre avec lui Devotion (1969), un album produit par Alan Douglas. Dans son autobiographie, Miles Davis précise qu'il aurait souhaité enregistrer A Tribute to Jack Johnson (1970) avec Buddy Miles, mais c'est Billy Cobham qui est engagé en son absence. Le Buddy Miles Express reprend la route et grave Them Changes (1970), le plus gros succès du groupe. Il contient la version studio du titre enregistré par le Band Of Gypsys, dans une version avec des cuivres.
Par la suite, il tourne avec Carlos Santana. L'album Carlos Santana and Buddy Miles! Live! (1972) est issu de leur collaboration. Buddy Miles continue d'enregistrer des albums sous son nom, mais l'intérêt du public pour sa musique va décroissant. Sa carrière connaît un second souffle dans les années 1980, notamment avec The California Raisins (en), un groupe fictif conçu pour promouvoir les raisins secs de Californie. En butte à des problèmes de santé congénitaux, Buddy Miles meurt d'une insuffisance cardiaque le 26 février 2008.

## Discographie

### En tant que leader
- Solo
  - Expressway to Your Skull (1968)
  - Electric Church (1969)
  - Them Changes (1970)
  - We Got to Live Together (1970)
  - A Message to the People (1971)
  - Buddy Miles Live (1971)
  - Booger Bear (1973)
  - Chapter VII (1973)
  - All the Faces of Buddy Miles (1974)
  - More Miles Per Gallon (1975)
  - Bicentennial Gathering of the Tribes (1976)
  - Road Runner (1977)
  - Sneak Attack (1981)
  - Hell and Back (1994)
  - Tribute to Jimi Hendrix (1997)
  - Miles Away From Home (1998)
  - Blues Berries (2002)

### Groupes
- The Electric Flag :
  - The Trip (1967)
  - A Long Time Comin' (1968)
  - The Electric Flag (1968)
  - The Band Kept Playing (1974)
- Band of Gypsys :
  - Band of Gypsys (1970) : issu des concerts du 1er janvier 1970
  - Live at the Fillmore East (1999) : issu des concerts des 31 décembre 1969 et 1er janvier 1970
  - Morning Symphony Ideas (2000) : trois duo Hendrix/Miles constituent le cœur de l'album
  - The Baggy's Rehearsal Sessions (2002)
  - Burning Desire (2006)
- Carlos Santana / Buddy Miles :
  - Carlos Santana and Buddy Miles! Live! (1972)
- The California Raisins :
  - The California Raisins Sing the Hit Songs (1987)
  - Sweet, Delicious, & Marvelous (1988)
  - Meet the Raisins! (1988)
  - Christmas with The California Raisins (1988)
- Hardware (trio avec Steve Salas et Bootsy Collins) :
  - Third Eye Open (1992)
- Billy Cox & Buddy Miles :
  - The Band of Gypsys Return (2006)

### Participations
- Jimi Hendrix :
  - Electric Ladyland (1968)
  - The Cry of Love (1971)
  - Rainbow Bridge - Original Motion Picture Sound Track (1971)
  - Loose Ends (1973)
  - Crash Landing (1975)
  - Nine to the Universe (1980)
  - Live and Unreleased: The Radio Show (1989)
  - Blues (1994)
  - Voodoo Soup (1995)
  - First Rays of the New Rising Sun (1997)
  - South Saturn Delta (1997)
  - Merry Christmas and Happy New Year (1999)
  - The Jimi Hendrix Experience Box Set (2000)
  - Martin Scorsese Presents The Blues (2003)
  - Paris 67 / San Francisco 68 (2003)
  - People, Hell and Angels (2013)

## Collaborations
- Muddy Waters : Fathers And Sons (1969)
- John McLaughlin : Devotion (1970)
- Santana : Freedom (1987)
- Carlos Santana : Blues for Salvador (1987) - Avec Alphonso Johnson, Tony Williams, Chester D. Thompson, etc.
- Artistes Variés : Stone Free (1993)
- Artistes Variés : In From The Storm (1995)